# Jobbágyfalva
Nem összetévesztendő a hasonló nevű Jobbágytelke faluval.
Jobbágyfalva (románul Valea, korábban Iobageni) falu  Romániában, Maros megyében. Közigazgatásilag Csíkfalva községhez tartozik.

## Fekvése
A falu Marosvásárhelytől 18 km-re keletre, Nyárádszeredától északra 3 km-re a Nyárád jobb partján fekszik.

## Nevének eredete
A helyi névmagyarázatok szerint a falu az egykori betelepített Jobbágyokról kapta a nevét: („Mer a faluba valamikor mind jobbágyok voltak, a báró hozta bé.”). Sokkal valószínűbb viszont az a névmagyarázat, miszerint a falu az egykori birtokosának nevéről lett elnevezve. Ezt támasztják alá a történeti források adatai is. Az elsődleges Jobbágistwanfalwa névváltozat egy Jobbágy István nevezetű személy települését jelöli.  A Jobbágy családnév ma is járatos a székelyeknél. A helységnév idővel Jobbágyfalvára rövidült.

## Névváltozatok
Jobbágyfalva első fennmaradt írott szövegben való említése egy 1470-es forrásban található: Jobbagistwanfalwa (SzMA).  Az ezt követő néhány más írott említései a következőek: 1470: Jobbagistwanfalwa (SzMA), 1503: Blasius toth de Jobbaghfalwa (SzMA). 1551: Jobbagyfalwa (SzMA), 1554: Jobbaghffalwa (SzMA), 1566: Maros Zékben Jobbágyfalvában. (SzMA), 1571: Jobbágyfalwa (SzTA, 184.), 1576: Jobbagyfalwa; „a gyortyan kew erdeó a gyorotyán patakatwl fogwa Jobbagy falwy erdew es eztis valla hogy erre volt valamy vlodesek az mosonyaknakys oth az hatar flwl az cyk falwyakkal” (SzTA, 184.), 1578: Jobbagyfalwa. Georgius Thott de Jobbagyfalwa (SzTA, 185.), 1603: Jobagjfalúa (SzMA), 1786: A Jobbágyfali alsó Fordulo hatar (SzT.), 1614: Jobbagyffalua (SzTA, 185.), 1634: iobagifalua (SzTA, 185.), 1851: „A határ kezdődik Mosonfalva felőll a Jobbágyfalvi Gyértyán nevű erdő belső felső szeglettyén lévő Csíkfalvával és Mosonnal kőzős hármos halomnál” (HL), 1983: Jobbágy falva (Kat). 1935: Jobageni (Kat).
A falu nevének két ejtési névváltozata van: Jobbágyfalva és Jobbágyfala. A változatok megterheltségének kérdése főként szociolingvisztikai probléma. Az előbbi változatot főként az iskolázottabb nyelvhasználó réteg használja, ill. a nyelvhasználók többsége hivatalosabb környezetben, rendszerint akkor, amikor dialektus szintű  kódváltást alkalmaz a nyelvhasználó, és a köznyelvi vagy regionális nyelvet nyelvezetet használ. A Jobbágyfala ejtési változat a nyelvjárásiasabb, ezt használja a jobbágyfalvi nyelvjárást beszélők nagy többsége familiárisabb környezetben.
Érdekes megfigyelni a név különböző változataihoz kapcsolódó irányhármasságot kifejező helyhatározóragok kapcsolási módját. A nyelvjárásiasabb Jobbágyfala névváltozathoz mindig a -ba/-ba/-ból ragokat kapcsoljuk: Jobbágyfalába, Jobbágyfalába, Jobbágyfalából. A köznyelvies Jobbágyfalva alakhoz pedig minden esetben a -ra/-n/-ról ragokat: Jobbágyfalvára, Jobbágyfalván, Jobbágyfalváról. Ezeket sosem kombinálják másféleképpen a névhasználók. Ez arra utal, hogy itt tulajdonképpen nem is csupán ejtési változatokkal, hanem két névváltozattal állunk szemben.

## Története
Területe már a rómaiak által is ismert volt. Határában római út maradványai láthatók, a hagyomány egy erődítményről is beszél, ahova a lakosok veszély esetén húzódtak. 1470-ben Jobbagisthwanfalwa néven említik. 1910-ben 731 magyar lakosa volt. A trianoni békeszerződésig Maros-Torda vármegye Nyárádszeredai járásához tartozott. 1992-ben 656 lakosából 592 magyar és 64 cigány volt.

## Látnivalók
- Római katolikus temploma 1874 és 1884 között épült a korábbi fatemplom helyett.
- Unitárius temploma 1938-ban épült a korábbi fatemplom helyett.
- Fatemploma 1619-ben épült, a görögkatolikusok a 18. században vásárolták a római katolikusoktól, majd 1948-ban az ortodox egyházé lett. 1990 elején leégett,[2] majd az 1990-es években újjáépítették.[3]
- A központban álló református templom.